# Believe in the Stars
"Believe in the Stars" é o segundo episódio da terceira temporada da série de televisão de comédia de situação norte-americana 30 Rock, e o 38.° da série em geral. Teve o seu enredo escrito pelo produtor executivo Robert Carlock e foi realizado pelo produtor Don Scardino. A sua transmissão nos Estados Unidos ocorreu na noite de 6 de Novembro de 2008 através da National Broadcasting Company (NBC). Por entre os artistas convidados, estão inclusos Remy Auberjonois, Raven Goodwin, e Todd Buonopane. A personalidade televisiva Oprah Winfrey também participou desempenhando uma versão fictícia de si mesma.
No episódio, Tracy Jordan (Tracy Morgan) e Jenna Maroney (Jane Krakowski) brigam por causa dos royalties de Gorgasm: The Legend of Dong Slayer, o jogo de vídeo pornográfico de Tracy lançado na primavera, e Liz Lemon (Tina Fey) tenta encontrar uma solução para este conflito com a ajuda de Oprah Winfrey, a quem conheceu num voo de retorno à Cidade de Nova Iorque. Enquanto isso, Kenneth Parcell (Jack McBrayer) fica em choque ao tomar conhecimento de que a maior parte dos eventos das Olimpíadas de Verão de 2008 foram encenados apenas para melhorar a imagem dos Estados Unidos e a audiência da NBC. Então, Jack Donaghy (Alec Baldwin) tenta perturbar o absolutismo moral de Kenneth.
Em geral, embora não universalmente, "Believe in the Stars" foi bem recebido pela crítica especialista em televisão do horário nobre, com a maior parte dos elogios sendo atribuídos ao seu enredo e ao desempenho de Krakowski e Morgan. Um analista de televisão chegou a considerar este "um dos episódios mais engraçados da série." No entanto, embora a análise crítica inicial tenha sido positiva, no rescaldo dos protestos antirracistas nos Estados Unidos iniciados após a morte de George Floyd em 2020, "Believe in the Stars" veio a ser removido de todas as plataformas de transmissão por conter uma cena na qual a personagem Jenna usa maquilhagem para parecer negra.
De acordo com as estatísticas publicadas pelo sistema de mediação de audiências Nielsen Ratings, o episódio foi assistido em uma média de 8,10 milhões de domicílios durante a sua transmissão original norte-americana e recebeu a classificação de 3,9 e nove de share no perfil demográfico dos telespectadores entre os dezoito aos 49 anos de idade. Em 2009, "Believe in the Stars" rendeu a 30 Rock um Prémio Globo de Ouro e a Alec Baldwin o seu terceiro Prémio da Associação de Actores de Ecrã consecutivo.

## Produção
"Believe in the Stars" é o segundo episódio da terceira temporada de 30 Rock. O seu enredo foi escrito por Robert Carlock — produtor, produtor executivo e showrunner do seriado — e foi realizado por Don Scardino, um dos produtores da temporada. Assim, tornou-se no nono crédito que Carlock recebeu por escrever um argumento para a série, e no 15.° de Scardino pelo seu trabalho como realizador. Além disso, marcou a quarta vez que Scardino realiza um episódio cujo guião foi redigido por Carlock.

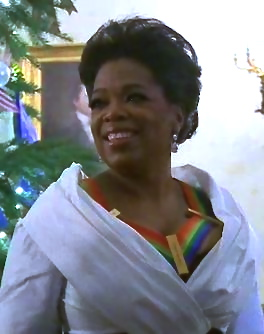
Oprah Winfrey fez uma participação especial em "Believe in the Stars."

A participação especial de Oprah Winfrey em "Believe in the Stars" foi anunciada por Tina Fey — criadora, produtora executiva, argumentista-chefe e actriz principal em 30 Rock — em Setembro de 2008. Na sua autobiografia Bossypants (2011), Fey explicou a dificuldade que houve em agendar uma data para que pudesse gravar com Winfrey, devido às agendas ocupadas de ambas. Então, acabaram marcando as gravações para 13 de Setembro de 2008, um sábado, dia de semana no qual a equipa do seriado normalmente não trabalha. Coincidentemente, aquele sábado era a data de estreia da 34.ª temporada de Saturday Night Live, e Fey havia sido convidada a fazer uma imitação da política norte-americana Sarah Palin pela primeira vez. Além disso, Fey estava também ocupada e organizar a festa do terceiro aniversário da sua filha Alice Richmond, programada para o dia seguinte.
Outras participações especiais em "Believe in the Stars" foram a da actriz Raven Goodwin, que deu vida a Pam, uma menina de doze anos a quem Liz Lemon acreditou ser Winfrey enquanto alucinava como efeito secundário da sua medicação; e do actor Remy Auberjonois, que interpretou medalhista olímpico fictício Tyler Brody. Esta foi a estreia do actor convidado Todd Buonopane como Jeffrey Weinerslav, um profissional de recursos humanos da NBC que  tenta mediar o desentendimento entre Jenna Maroney e Tracy Jordan acerca das royalties de Gorgasm: The Legend of Dong Slayer. Buonopane viria a estrelar em "Cutbacks" e "Jackie Jormp-Jomp" mais tarde nesta temporada. Para Scott Adsit, intérprete de Pete Hornberger em 30 Rock, embora o seu nome tenha sido listado durante a sequência de créditos de abertura, ele não participou de "Believe in the Stars."

Alec Baldwin segurando um Prémio da Associação de Actores de Ecrã. "Believe in the Stars" rendeu-lhe o seu terceiro consecutivo.

O actor e comediante Judah Friedlander, intérprete da personagem Frank Rossitano em 30 Rock, é conhecido pelos seus bonés de camioneiro de marca registada que usa dentro e fora da personagem Frank. Os chapéus normalmente apresentam palavras ou frases curtas estampadas neles. Friedlander afirmou que ele próprio é quem faz os acessórios. Revelou também que "alguns deles são brincadeiras íntimas, e alguns são simplesmente piadas." A ideia veio do persona de Friedlander nas suas apresentações de comédia stand up, nas quais os objectos de adorno estão todos estampados com a escrita "campeão mundial" em línguas e aparências diferentes. Em "Believe in the Stars," Frank usa um boné que lê "Alien Abductee."

## Enredo
Liz Lemon (Tina Fey) informa ao seu chefe Jack Donaghy (Alec Baldwin) que ela precisa ir a Chicago para prestar serviço de júri pois ainda está registrada para votar no estado de Illinois. Jack recomenda-lhe um sedativo poderoso para que possa dormir durante a viagem de avião. Depois disso, o estagiário Kenneth Parcell (Jack McBrayer) entra no escritório interrompendo uma conversa sigilosa entre Jack e Tyler Brody (Remy Auberjonois), medalhista de prata norte-americano em espirobol que está furioso com Jack por não atribuir-lhe a medalha ouro e ameaça revelar ao público sobre a falsa competição olímpica de espirobol nos Jogos Olímpicos de Verão de 2008, encenada apenas para aumentar a audiência da NBC. Jack faz um acordo com Brody, mas fica incomodado quando Kenneth expressa já não o admirar mais por estas ações moralmente incorrectas. Em uma tentativa de quebrar o absolutismo moral do estagiário, o executivo encena uma situação na qual nove pessoas ficam presas em um elevador com oxigénio suficiente para apenas oito, porém, Kenneth não hesita em se sacrificar. Isto leva Jack a admite que Kenneth realmente é melhor que ele e oferece-lhe um plasma de presente, mas sem conexão a cabo. Kenneth, então, vê-se forçado a roubar o cabo e acaba confessando isso a Jack.
Enquanto isso, Jenna Maroney (Jane Krakowski) continua a exigir compensação a Tracy Jordan (Tracy Morgan) pelo seu trabalho vocal em Gorgasm: The Legend of Dong Slayer, uma discussão que se intensifica ao ponto de Liz mandar os dois para o departamento de recursos humanos, para que o conflito seja medidado por Jeffrey Weinerslav (Todd Buonopane). Depois de Liz partir para Chicago, os dois decidem realizar um experimento social para ver se Tracy pode sobreviver melhor como uma mulher branca do que Jenna como um homem negro, depois de discutirem sobre quais dos dois têm mais dificuldade na sociedade. Durante o seu voo de retorno à Cidade de Nova Iorque, Liz toma o sedativo de Jack e apercebe-se que a mulher sentada ao seu lado é Oprah Winfrey, com a qual dialoga entusiasmadamente. Já de regresso ao Prédio GE, ela encontra Tracy em drag feminina com o corpo coberto de maquilhagem branca e, logo depois, Jenna aparece em blackface e drag masculino. Jack alarma-se pois a situação perdeu o controle, mas Liz garante-lhe que Oprah está à caminho do estúdio do TGS para mediar a situação. Contanto, quando chega uma menina de doze anos chamada Pam (Raven Goodwin), Liz apercebe-se que a sua conversa a bordo com Oprah foi na verdade uma alucinação. Mesmo assim, Pam consegue abordar Tracy e Jenna a partir de uma perspectiva diferente e ajuda-os a ultrapassarem o dilema.